# Vampir

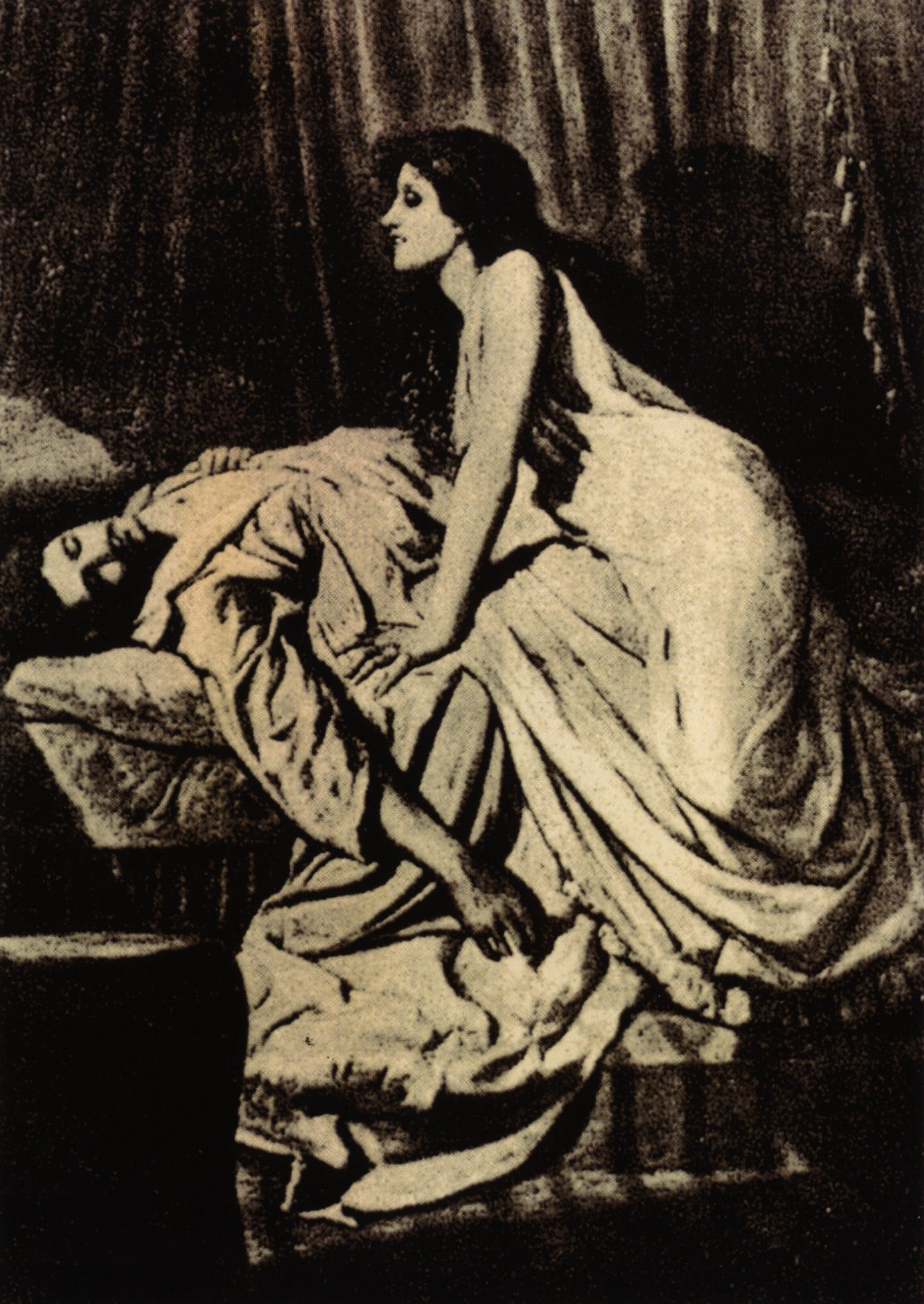
Philip Burne-Jones: Der Vampir, 1897

Ein Vampir (IPA: [vamˈpiːɐ̯] ⓘ oder [ˈvampiːɐ̯]; veraltet auch Vampyr) ist im Volksglauben und in der Mythologie eine blutsaugende Nachtgestalt. Dabei handelt es sich meist um einen wiederbelebten menschlichen Leichnam, der sich von menschlichem oder tierischem Blut ernährt und – je nach Kultur und Mythos – mit verschiedenen übernatürlichen Kräften ausgestattet ist.
Manchmal bezeichnet das Wort „Vampir“ auch nichtmenschliche Gestalten wie Dämonen oder Tiere (z. B. Fledermäuse, Hunde, Spinnen). Nach der mythologischen Vampirgestalt sind die Vampirfledermäuse (Desmodontinae) benannt, die einzige Säugetiergruppe, die sich ausschließlich vom Blut anderer Tiere ernährt.

## Geschichte und Mythos

### Namensherkunft

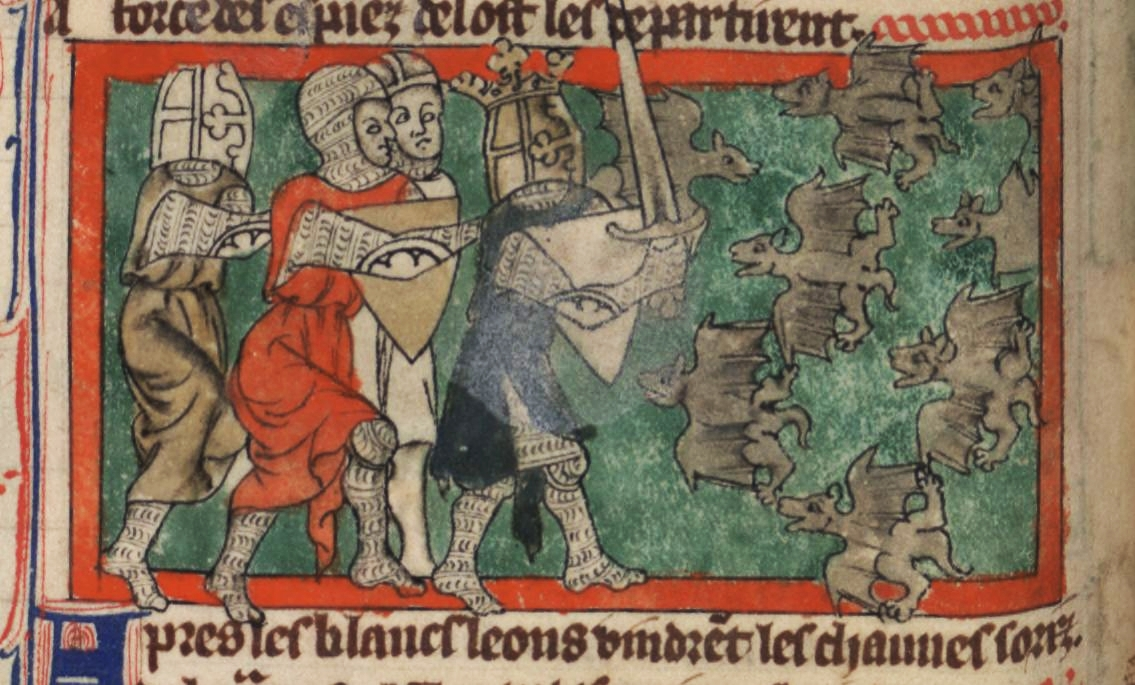
Alexander der Große kämpft gegen blutrünstige Flughunde, Ms. um 1300

Über die etymologische Herkunft des in Europa gebräuchlichen Wortes „Vampir“ herrscht Uneinigkeit. Laut dem Etymologischen Wörterbuch der deutschen Sprache stammt die deutsche und erstmals 1732 in Leipzig publizierte Wortform von serbokroatisch vàmpîr. Gesichert ist nur, dass der ungarische, wiederum aus dem Polnischen abgeleitete Begriff „Vampir“ spätestens 1732 in der internationalen Literatur dominierte. Hervorgegangen aus dem slawischen Sprachraum, verbreitete sich das Wort nach Westeuropa, wo es in den einzelnen Ländern abgewandelt wurde; in Italien, Spanien und Portugal nennt man das Wesen beispielsweise vampiro, in Dänemark und Schweden vampyr. Auch die baltischen Sprachen kennen das Wort, das mit dem bulgarischen vapir in Verbindung gebracht wird, das aus einem mazedonischen Dialekt stammt und so viel wie „geflügeltes Wesen“ bedeutet. Andere führen das Wort „Vampir“ auf die serbokroatische oder die litauische Sprache zurück. In Südrussland, Böhmen, Montenegro und Teilen Serbiens nennt man das Vampirwesen wukodalak, vurkulaka oder vrykolaka, was sich aus dem Slawischen entleitet und „wolfhaarig“ bedeutet, aber im Griechischen übernommen ein Wort für Vampir wurde. Die Serben kennen die Begriffe vampir, lampir, lapir, upir und upirina. Im Albanischen werden die Vampirwesen als vampir oder dhampir bezeichnet. Letzteres besteht aus den Wortteilen dham „Zahn“ und pir „trinken“. In der Ukraine heißt die Gestalt Upyr, in Belarus und der Slowakei upir und in Polen sind die Bezeichnungen upior, upierzyc und wapierz gebräuchlich. Das Suffix pir steht dabei für ein „geflügeltes oder gefedertes Wesen“. Die erste Bezeichnung als Upir findet sich für einen im Jahr 1047 n. Chr. erwähnten Fürsten namens Upir Lichyi in der Umgebung von Nowgorod, im Nordwesten von Großrussland. In Westrussland finden sich zudem Orte, die Upiry und Upirow heißen und deren Bewohner sich damit brüsten, von Vampiren abzustammen.

### Herkunft des Vampirglaubens

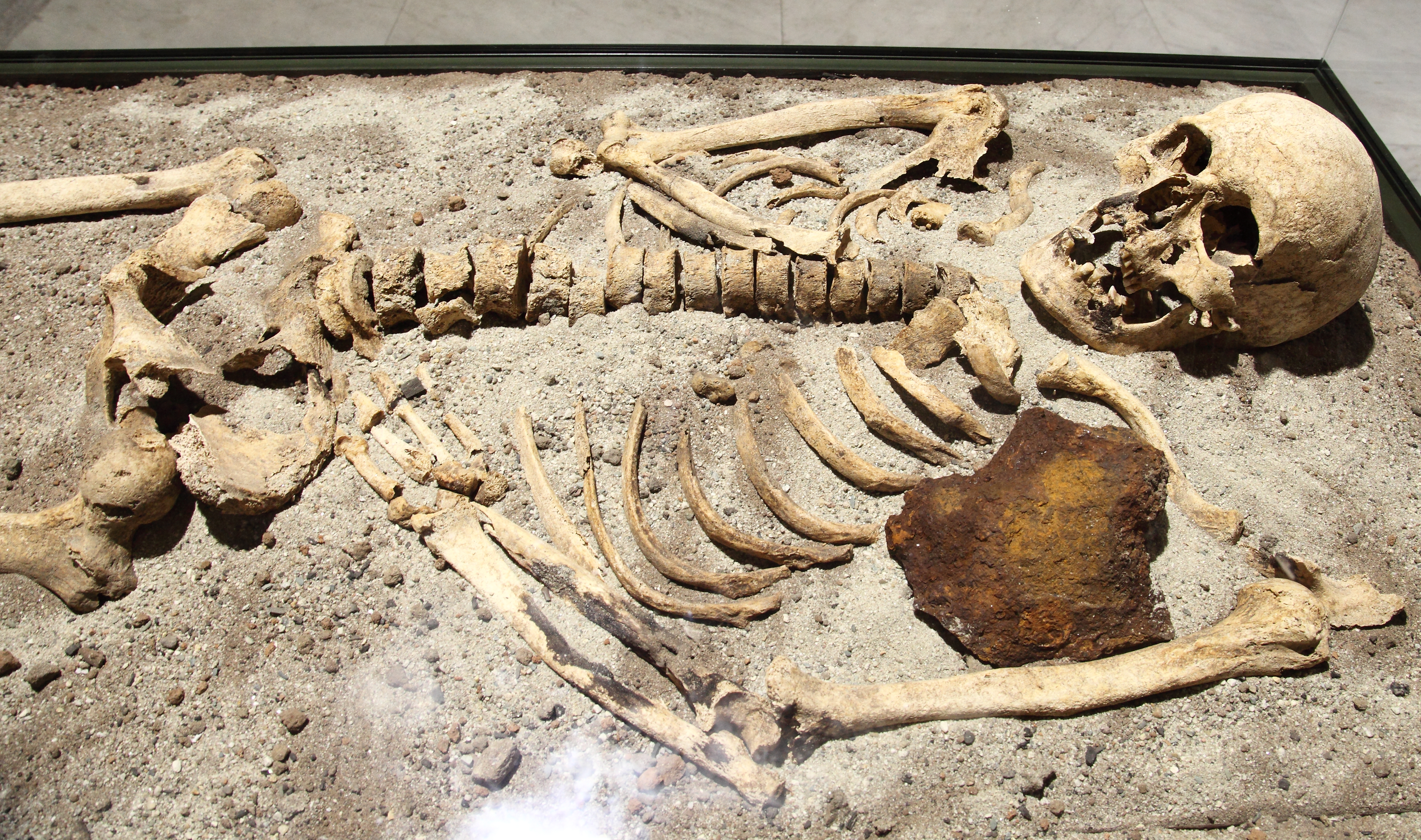
Skelett aus dem Vampir-Grab von Sozopol, ausgestellt im Nationalen Historischen Museum in Sofia.

Ethnologen sind sich weitgehend einig, dass die Vorlagen für den in Europa bekannt gewordenen Vampirglauben ursprünglich im südosteuropäischen Raum entstanden. Lediglich in der genauen Lokalisierung sind die Forschungsergebnisse uneinheitlich. Einige Quellen verorten den Ursprung des Vampirglaubens in Bulgarien und Serbien, andere gehen von Anatolien aus. Der Vampirglaube ist im Karpatenraum und Balkan verbreitet, in Rumänien (Transsilvanien), Ungarn, im östlichen Österreich, Bulgarien, Albanien, Serbien und in Griechenland. Nach sozialanthropologischem Verständnis ist es ein Phänomen, bei dem für die Schädigung Einzelner oder der Dorfgemeinschaft durch Krankheiten, Missernten oder Ähnliches ein Verantwortlicher gesucht wird. Das „Blutsaugen“ der Vampire gehört nicht zu den im Volksglauben in erster Linie überlieferten Elementen, wichtiger ist das Verlassen des Grabes, das von der Dorfgemeinschaft untersucht werden musste. Fand sich im verdächtigen Grab (Peter Kreuter nennt in seiner Dissertation ein schiefes Kreuz oder ein Mauseloch als Hinweise) ein nicht verwester Leichnam, so wurde dieser auf verschiedene Weise nochmals getötet und dann verbrannt, was auch in den meisten Filmen heute noch das Ende eines Vampirs darstellt. Die im christlich-orthodoxen Glauben in Südosteuropa relativ große Distanz von Priestern bei dem Sterbevorgang und das Fehlen eines Sterbesakraments können dabei als Begünstigung einer Verwischung der Grenze zwischen Lebenden und Toten gesehen werden.
Eine weitere Variation des Vampirglaubens ist im alten rumänischen und im albanischen Volksglauben zu finden; der strigoi. Das Wort ist lateinischen Ursprungs, wo strix so viel wie „Hexe“ bedeutet. Strigoi sind im Gegensatz zu Upir und den griechischen Vampiren, den Vrykolakas, ausschließlich menschliche und nicht dämonische Seelen, die von den Toten zurückgekehrt sind. Strigoi werden außerdem noch in zwei Kategorien aufgeteilt: in strigoi morți und strigoi vii. Erstere sind Untote, Letztere sind bereits zu Lebzeiten verfluchte Menschen, die nach ihrem Tod erst zu Strigoi werden müssen. Dies geschieht durch Abstammung von einem strigoi mort oder, seltener, durch schwere begangene Sünden der Mutter. Als Zeichen für einen solchen Fluch werden anatomische Abweichungen gedeutet, wie etwa schwanzähnliche Rückgratfortsätze oder am Kopf angewachsene Teile der Fruchtblase, die im rumänischen Volksmund caul (von lateinisch calautica ‚Fruchtblase‘, ursprünglich ‚Haube‘, siehe Glückshaube) genannt werden.
Strigoi besuchen dem Glauben nach Verwandte des Toten und wollen sie teilweise zu ihnen mitnehmen. Um eine Grenze zwischen dem Reich der Toten und der Lebenden zu errichten, werden bei Beerdigungen Spindeln mit Garn um das Grab gesteckt und angezündet. Oft werden Seife, Rasierer und Spiegel als Grabbeigaben ins Grab gelegt, damit der Tote keinen Grund hat, wieder in das Reich der Lebenden zu kommen und als Strigoi aufzutreten. Dieser Glaube ist in Rumänien und in den östlichen Ländern (Europas) weit verbreitet. Teilweise wird Toten ein glühendes Eisen in das Herz gerammt. Das soll verhindern, dass der Tote zum Strigoi wird. In seltenen Fällen suchen Strigoi die Verwandten auf, um sie erkranken zu lassen oder zu töten.
Weltweit gibt es Mythen über Vampire beziehungsweise Wesen, die wichtige Eigenschaften mit diesen teilen, zum Beispiel:
- Asanbosam (Ghana, Togo, Côte d’Ivoire)
- Aswang (Philippinen)
- Baobhan-Sith (Schottland)
- die Lamien (Griechenland, schon seit der Antike)
- Jiang Shi (China)
- Dhampir (oder auch Vampir) (Albanien)
- Vampir (Vampir), Vukodlak (Werwolf) (Serbien, Kroatien, Dalmatien)

Der erste bekanntere angebliche Vampir stammte aus dem heutigen Kroatien, aus dem kleinen Dorf Kringa (Istrien), welches damals zur Republik Venedig gehörte. Er soll dort im Jahre 1652 gestorben sein. Er war ein Bauer und trug den Namen Jure Grando. Im Jahre 1672 soll er aus seinem Grab gestiegen sein und des Öfteren das Dorf terrorisiert haben. In dem Buch von Johann Weichard Valvasor wird dieser Vampir das erste Mal in der europäischen Literatur erwähnt. Johann Joseph von Görres übernahm diese Geschichte in seinem mehrbändigen Werk Die christliche Mystik, das 1836–1842 in Regensburg gedruckt wurde.
Der vom Vampirmythos abgeleitete Vampirismus geht auf den Aberglauben zurück, dass das Trinken von Blut, als Essenz des Lebens, lebenspendend sei. Bekannt ist in diesem Zusammenhang die Legende der „Blutgräfin“, die sich um die ungarische Adelige Erzsébet Báthory rankt. Dem Mythos zufolge soll sie nach dem Tod ihres Ehemannes im Blut von über sechshundert durch Versprechen auf ihr Schloss gelockten jungfräulichen Dienstmädchen gebadet haben, um sich jung zu halten. Diese Unterstellung wurde jedoch nie belegt oder bewiesen. Der Vampirmythos in Osteuropa ist unabhängig davon entstanden.

### Moderne Vampirmythen
Die meisten durch die Medien international verbreiteten Vampirtypen und ihre Namen wurden von dem britischen Okkultisten Montague Summers (1880–1948) ermittelt. Summers war von der Existenz von Vampiren und Werwölfen überzeugt und deklarierte zum Beweis für seine These jedes nur denkbare Spukwesen als Vampir, wenn ihm die Volksüberlieferung des betreffenden Landes auch nur irgendwie Blutsaugen oder Ähnliches nachsagte, selbst wenn dieses Wesen der von Summers selbst entwickelten Definition eines Untoten widersprach.
Bis heute scheint es bei verschiedenen Völkergruppen in Asien, Afrika und Südamerika, aber auch in Osteuropa den Glauben an Vampire oder vampirähnliche Gestalten zu geben. Besonders das Internet hat sich als beliebtes Verbreitungsmedium herauskristallisiert.
Der letzte, international Aufsehen erregende Fall von Vampirglauben in Europa datiert aus dem Jahr 2005: In dem rumänischen Dorf Marotinu de Sus im Kreis Dolj wurde der Körper eines verstorbenen Dorfbewohners ausgegraben. Dieser wurde verdächtigt, nächtens als Strigoi – die lokale Form des Vampirs – sein Unwesen zu treiben. Familienangehörige schnitten dem Leichnam das Herz heraus, verbrannten es, lösten die Asche in Wasser auf und tranken die Lösung.

### Vampire im deutschsprachigen Raum

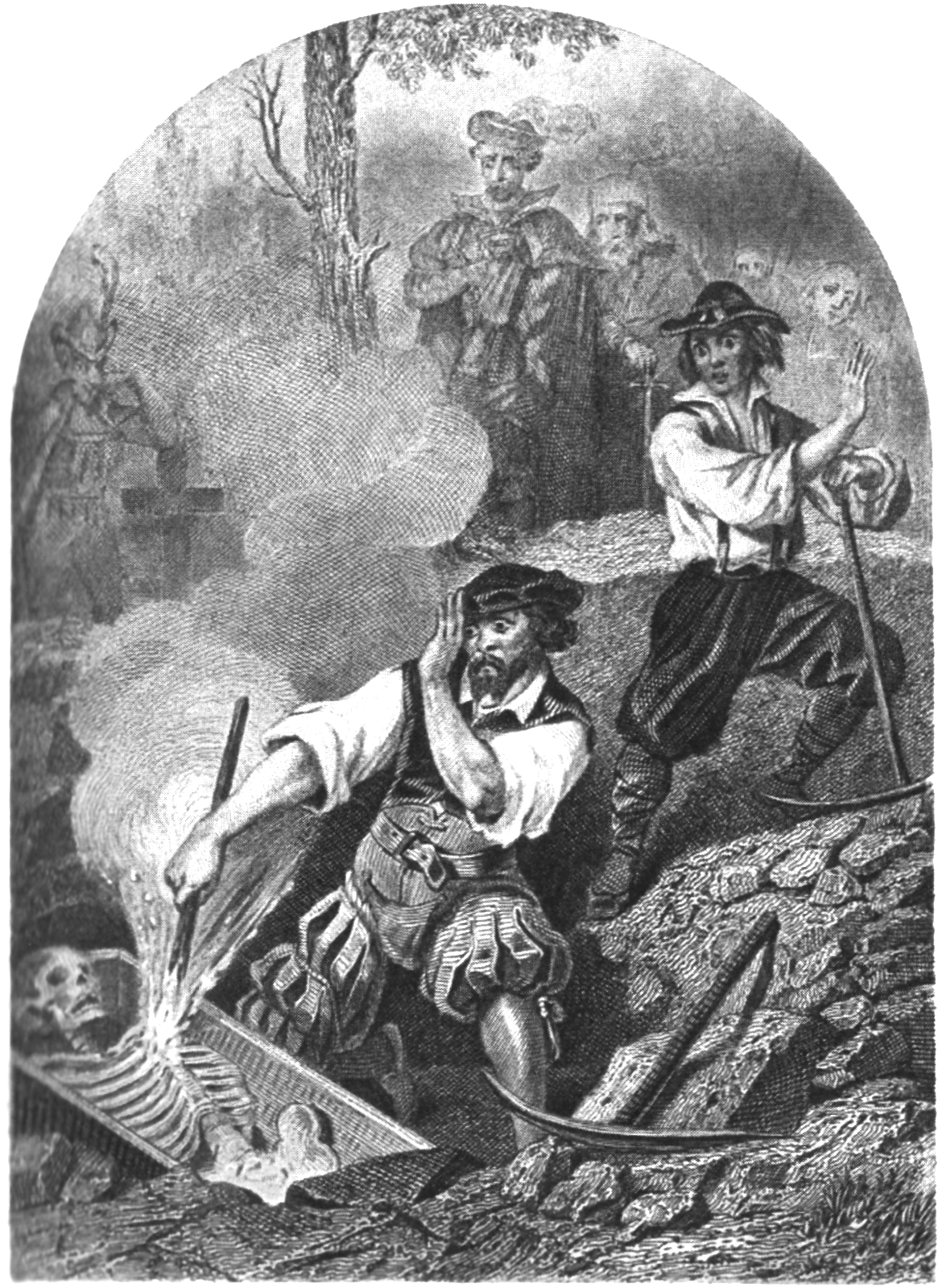
Lithographie von R. de Moraine aus dem Jahr 1864, zeigt die Verbrennung eines angeblichen Vampirs

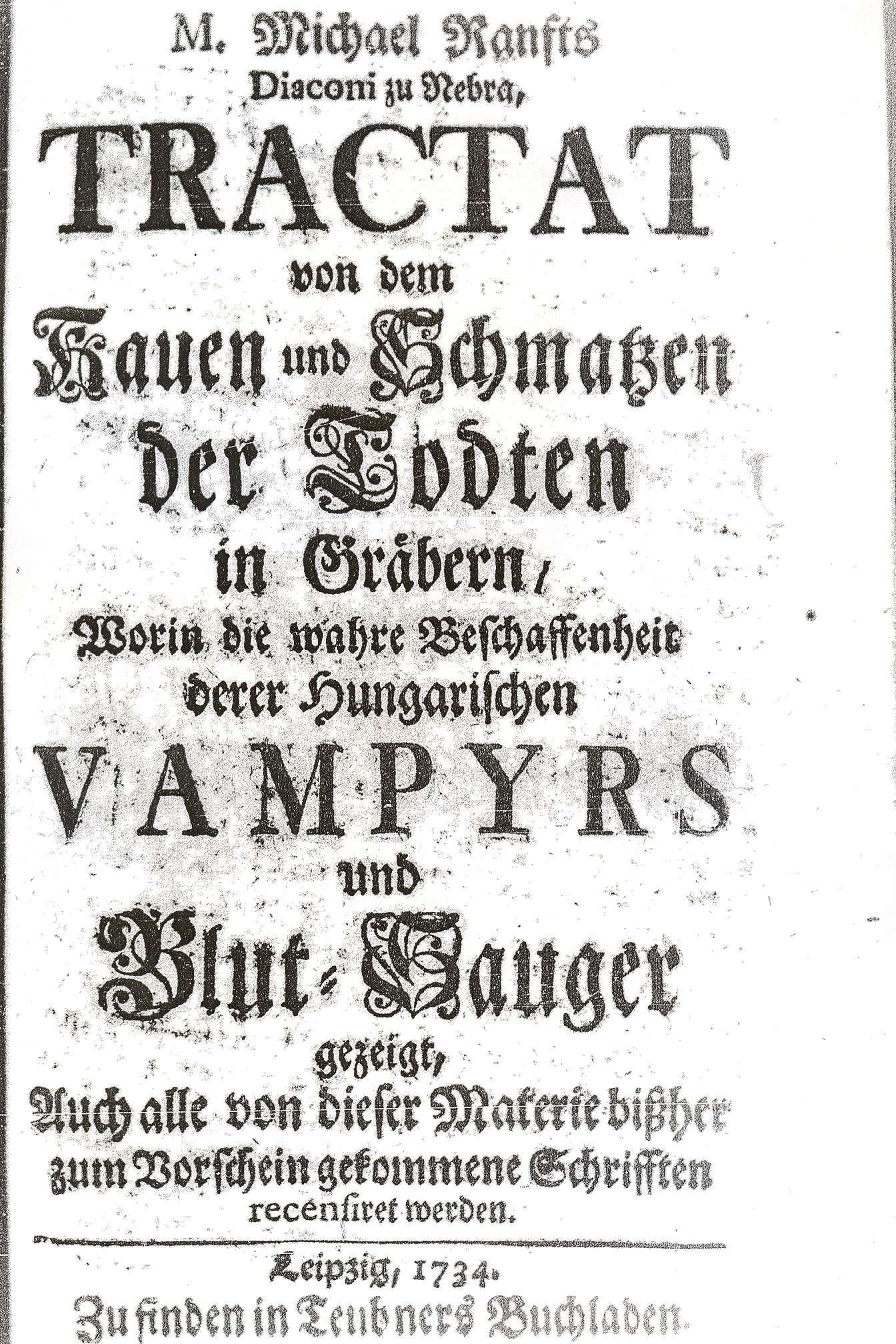
Tractat von Michael Ranft 1734

Vor allem im 18. Jahrhundert wurden viele Vampirfälle gemeldet, überwiegend aus Dörfern in Südosteuropa. Nach dem Ende des letzten Türkenkrieges 1718 waren einige Landteile, z. B. Nordserbien und ein Teil Bosniens, Österreich zugefallen. Diese wurden unter militärische Verwaltung gestellt und Karl Alexander von Württemberg war ab 1719 kaiserlicher Generalgubernator von Belgrad und dem besetzten serbischen Gebiet. Des Weiteren wurden diese Landteile mit christlich-orthodoxen Flüchtlingen besiedelt, die den Sonderstatus von abgabefreien Wehrbauern hatten. Dafür sorgten sie für die landwirtschaftliche Erschließung sowie für die Grenzsicherung, sodass erstmals Vampirberichte auch in den deutschsprachigen Raum gelangten. Zwischen 1718 und 1732 wurden aus osteuropäischen Dörfern regelrechte Vampirepidemien gemeldet. Eine der ersten und bekanntesten Meldungen ist von 1724/25 und betrifft das Dorf Kisolova im östlichen Zentralserbien, das damals zum Habsburgerreich gehörte. Der österreichische Kameralprovisor und Arzt Frombald wurde mit der Klärung der Vampirfälle beauftragt. In seinem Bericht beschrieb Frombald, was er in Kisolova erlebt hat. In diesem Dorf trat ohne ersichtlichen Grund ein vermehrtes Sterben der Bewohner auf, so verstarben innerhalb von acht Tagen neun Personen verschiedenen Alters nach eintägiger, angeblich bereits ausgestandener Krankheit. Dafür wurde Peter Plogojowitz (auch: Plagojevic, eigentlich Blagojević) verantwortlich gemacht, der zehn Wochen zuvor gestorben war. Auf dem Totenbett sagten alle Erkrankten aus, sie seien im Schlaf von Plogojowitz gewürgt worden, was später als die Handlung eines Vampirs gedeutet wurde. Das Grab von Plogojowitz wurde geöffnet und man fand die Leiche angeblich im Zustand eines Vampirs: Sie war noch recht unverwest, hatte eine frische Farbe und strömte kaum Verwesungsgeruch aus. Außerdem waren Haut, Haare und Nägel nachgewachsen, nachdem sich die ursprüngliche Haut und die Nägel abgeschält hatten. An den Körperöffnungen fand man frisches Blut, das man für Blut der Opfer hielt. Die Dorfbevölkerung beschloss deshalb, den Leichnam zu pfählen und anschließend zu verbrennen. Karl Alexander von Württemberg legte im August 1725 seinen Abschlussbericht vor und eine 25. Juli 1725 angeordnete weitere Untersuchung fand dadurch nicht mehr statt. Lediglich erschien am 31. Juli 1725 noch ein Bericht im Wienerischen Diarium und ein Flugblatt mit dem Titel Entsetzliche Begebenheit, welche sich in dem Dorf Kisolova in Ober-Ungarn, vor einigen Tagen zugetragen hat. Der Bericht des kaiserlichen Beamten war eines der ersten dokumentierten Zeugnisse über den Vampir-Glauben im Europa der Neuzeit und trug zur Vampirmanie des 18. Jahrhunderts in Deutschland, England und Frankreich bei.
Alle für einen „Vampir“ typischen Kennzeichen ließen sich auf natürliche Ursachen des Körpers zurückführen und erklären, so Michael Ranft, der an der Universität zu Leipzig Evangelische Theologie und Philosophie studierte und der als Erster auf den Bericht von 1725 aus Kisolova reagiert hatte. Er verfasste verschiedene Traktate, so z. B. die Dissertatio historico-critica de masticatione mortuorum in tumulis oder von dem Kauen und Schmatzen der Todten in Gräbern. Er erklärte alle Vampirkennzeichen rational, z. B. das Kauen und Schmatzen mit Vorgängen der Fäulnis und Geräuschen des Leichenfraßes, die Unverweslichkeit mit der Abhängigkeit von Umwelteinflüssen und der Konstitution des Verstorbenen sowie das frische Blut an den Körperöffnungen der angeblichen Vampire mit rötlich gefärbtem Wasser und Sekret. Die von Medizinern und anderen Menschen angeblich erkannten Merkmale führte er auf Angst, Aberglaube und eine dadurch überspitzte Einbildungskraft zurück.
Ein weiterer dokumentierter Fall stammt aus dem Jahre 1732 und wurde als Vampirepedemie von Medveđa (heute an der Grenze zum Kosovo) bekannt. Der Ort gehörte ebenfalls seit 1718 zum Habsburgerreich. Als Vampir wurde u. a. der verstorbene Arnold Paole verdächtigt. Mehr noch als die Begebenheit von Kisolova wenige Jahre zuvor, zeigte sich die österreichische Militärverwaltung in Serbien besonders interessiert, die Angelegenheit auch wieder von Ärzten untersuchen zu lassen. Im Dezember 1731 wurde der kaiserliche Seuchenarzt Glaser in die Ortschaft gesandt, um den Behauptungen der dortigen Einwohner über die sie plagenden Vampire auf den Grund zu gehen. Glaser fand zu seinem eigenen Erstaunen schon seit längerem unter der Erde liegende, doch unverweste Leichen vor und verfertigte darüber einen Bericht, den er an seine vorgesetzte Stelle nach Jagodina sandte. Aufgrund dieses Berichtes beschloss man in Wien, den Fall durch eine Kommission, bestehend aus zwei Stabsärzten, zwei Armeeangehörige und einen Priester, untersuchen zu lassen. Angeführt wurde die Kommission von dem Regimentfeldscherer Johann Flückinger, der im Januar 1732 einen Abschlussbericht verfasste, indem er keine übernatürlichen Phänomene feststellen konnte.
Diese Meldungen erregten sehr viel Aufsehen, der Vampirglaube in Osteuropa geriet im deutschsprachigen Raum aber schnell wieder in Vergessenheit. Meistens wurden in die betroffenen Dörfer Mediziner oder Geistliche gesandt, um die Vampirfälle aufzuklären. Diese exhumierten die vermeintlichen Vampire und schrieben – oftmals ausführliche – Berichte über die Plage. Außerdem sorgten sie dafür, dass alle suspekt erscheinenden Leichen enthauptet und verbrannt wurden.
Ab 1732 wurden die zahlreichen Vampirberichte unter einem anderen Gesichtspunkt betrachtet und vor allem wissenschaftlich und medizinisch untersucht. Es erschienen zahlreiche Dissertationen zu diesem Thema. 1732 fanden die Berichte über den Vampirmythos auch Gehör in der französischen sowie niederländischen Öffentlichkeit durch Veröffentlichungen der Berichte aus den Wehrdörfern in verschiedenen Zeitungen. Die in die entsprechenden Regionen geschickten Mediziner und Theologen schrieben die Todesfälle häufig einer bisher unbekannten Seuche zu. Bei zu oberflächlich begrabenen Opfern der Seuche konnte diese weiterhin übertragen werden, was das vermehrte Sterben in den Dörfern erklären sollte.

Vampir (1893) von Edvard Munch trug ursprünglich den Titel Liebe und Schmerz

Augustin Calmet, ein französischer Benediktiner und Gelehrter, erklärte in seiner 1745 erschienenen Schrift Gelehrte Verhandlungen der Materie von den Erscheinungen der Geister, und der Vampire in Ungarn und Mähren, dass es bereits um 1680 Meldungen von Vampiren gab, vor allem aus dem serbischen und slawischen Sprachraum. Auch er fand natürliche Ursachen für die Vampirkennzeichen.
Im Jahre 1755 wurde Gerard van Swieten nach Mähren geschickt, um die dortige Vampirlage aufzuklären. Van Swieten war Leibarzt von Maria Theresia, der Erzherzogin von Österreich und Königin von Ungarn und Böhmen. Er untersuchte die angeblichen Vampirfälle gründlich und verfasste einen nüchternen Bericht, bei dem er – ähnlich wie Ranft  – natürliche Ursachen als Erklärung für den Vampirglauben angab.
Somit zählt Gerard van Swieten wohl zu den wichtigsten Kämpfern gegen den sog. Aberglauben des „einfachen“ Volkes. Aufgrund seines Berichtes erließ Maria Theresia einen Erlass zum Thema der Vampire, der alle traditionellen Abwehrmaßnahmen wie das Pfählen, Köpfen und Verbrennen verbot. Außerdem verfügte sie, dass Hinweise auf sogenannte auferstandene Tote ab sofort nicht mehr der Kirche, die dem Aberglauben noch Vorschub leistete, sondern den Behörden zu melden seien. Zudem entsandte sie 1756 den deutschen Chirurgen Georg Tallar in die vom Vampirglauben betroffenen Gebiete, um die Lage noch einmal zu untersuchen und einen erneuten Bericht zu verfassen. Gerade Osteuropa wurde zu der Zeit als rückständig und zivilisationsbedürftig angesehen. Es galt somit gerade im 18. Jahrhundert als der Gegenbegriff zu West- und Mitteleuropa, das sich selbst als aufgeklärt bezeichnete. Die Aufklärer sahen es als Skandal an, dass ein solcher „Aberglauben“ überhaupt aufkommen konnte.
Sehr treffend beschrieb Jean-Jacques Rousseau den Vampirmythos des 18. Jahrhunderts:

« S’il y eût jamais au monde une histoire garantie et prouvée, c’est celle des vampires. Rien ne manque: rapports officiels, témoignages de personnes de qualité, de chirurgiens, de prêtres, de juges: l’évidence est complète. Et malgré tout cela, qui croit aux vampires? »

„[Übersetzt etwa:] Wenn es jemals in der Welt eine bewiesene und geprüfte Geschichte gab, dann die der Vampire. Es fehlt an nichts: offizielle Berichte, Zeugenaussagen von Gewährspersonen, von Chirurgen, von Priestern, von Richtern: die Beweise sind vollständig. Doch abgesehen von all dem, wer glaubt schon an Vampire?“

Die Kirche, die vermeintlich dem Aberglauben noch Vorschub leistete – so z. B. die Meinung Maria Theresias –, war zumindest zum Teil durchaus aufgeklärt und widersetzte sich den „Maßnahmen“ gegen Vampire. So schrieb Papst Benedikt XIV. einen Antwortbrief auf die Anfrage eines polnischen Erzbischofs, wie man denn gegen die „Vampire“ vorgehen sollte, wobei er bereits auf van Swietens Bericht zurückgreifen konnte. Der Papst, der als fortschrittlich und Förderer der Aufklärung galt, machte in seinem Brief klar, dass er den Vampirglauben für Unsinn hielt, und bedeutete dem Erzbischof, dass es an ihm liege, diesen „Aberglauben“ auszurotten. Ebenso legte er ihm nahe, diejenigen Priester, die den Aberglauben noch förderten, ihres Amtes zu entheben.
In Deutschland ist der Begriff des „Vampirs“ seit ca. 1720, d. h. seit den ersten Berichten über die so genannten „serbischen Vampire“ (Kisolova, Medveca), belegt. Frühere Belege, wie etwa die im Internet kursierende Abschiedsrede („Ihr nennt uns Vampire“) eines angeblich 1643 in Münster hingerichteten französischen Adligen namens Villain de Boaz, haben sich als pseudopoetische Fälschung erwiesen. Goethes Ballade Die Braut von Korinth (1797) verarbeitet den Vampirmythos – zumindest in Anklängen – literarisch. Seine untote Braut saugt kein Blut, sondern nimmt ihren Geliebten mit ins Grab.
Im deutschsprachigen Raum ist der Vampirglaube in seiner reinen Form nicht nachgewiesen, obwohl es zahlreiche Hinweise gibt, beispielsweise parallele Glaubensvorstellungen und Maßnahmen, die gegen einen Wiedergänger ergriffen werden konnten. Nach der Vorstellung in weiten Teilen Deutschlands lag der Untote weiterhin im Grab und sog als so genannter Nachzehrer seinen Hinterbliebenen die Lebenskraft ab. Bereits im 14. bis 17. Jahrhundert gab es in Europa den Glauben an das „Nachsterben“, an tötende Wiedergänger und Nachzehrer. Diese sollten aufrecht im Grab sitzen und durch das Kauen auf dem Leichentuch oder an ihren eigenen Extremitäten ihren Verwandten die Lebensenergie aussaugen und sie zu sich ins Grab holen. Die Todesfälle dauerten so lange an, bis das Leichentuch aufgezehrt war; in dieser Zeit war aus dem Grab ein Schmatzen zu vernehmen.
Auch der „Neuntöter“ (Pommern, Ostpreußen) und der „Doppelsauger“ (Wendland) sind Gestalten, die der Figur des klassischen Vampirs sehr nahekommen, und ihre Bekämpfung gleicht derjenigen der südosteuropäischen Vampire bis ins Detail.
Wie einige Vampirhandbücher berichten, gibt es in Südamerika die Vorstellung, dass sich die Vampire in Fledermäuse verwandeln können. Die konkreten Quellenbelege dafür, dass die Verwandlungsvorstellung tatsächlich dort verbreitet ist, werden nie mitgeliefert. Sollten diese Berichte über die Verwandlungsvorstellung der Realität entsprechen, so wäre dies wahrscheinlich auf die Tatsache zurückzuführen, dass es in Südamerika eine Gruppe von Fledermäusen gibt (Vampirfledermäuse), die sich ausschließlich von Blut ernähren, meistens allerdings von Tierblut. Die Berichte über Vampirfledermausattacken auf Menschen sind teilweise spekulative oder sensationslüsterne Phantasieprodukte, jedoch kommt so etwas vereinzelt tatsächlich vor. Hier zeigt sich die historische Verwandtschaft der Thematik des Vampirs mit dem Glauben an Werwesen.

## Wissenschaftliche Erklärungsversuche zur Legendenbildung
Der kanadische Wissenschaftler David Dolphin von der Universität in British Columbia glaubt herausgefunden zu haben, dass der Vampiraberglaube möglicherweise durch eine erbliche Stoffwechselstörung, die Porphyrie, zur Legende von Werwölfen und Vampiren führte. Bei Porphyrie-Kranken bilden sich durch eine Störung der Hämoglobinbildung sogenannte Porphyrine. Diese Störung in der Produktion des roten Blutfarbstoffes führt bei den Erkrankten zu einer extremen Lichtempfindlichkeit, die entweder durch einen ererbten Gendefekt, oder durch eine Vergiftung, beispielsweise durch Blei oder andere Chemikalien verursacht wird. Dadurch häufen sich die biochemischen Grundprodukte zur Herstellung des Hämoglobins im Körper an, was zu unregelmäßig auftretenden Bauchkrämpfen, Depressionen und in schweren Fällen zum Schrumpfen von Lippen und Gaumen und hervortretenden Zähnen führt, wobei die Zähne durch einen Belag immer blutrot gefärbt markant auffallen. So entsteht optisch der Eindruck, man habe es vermeintlich mit einem „Vampir“ zu tun, der gerade eine „Blutmahlzeit“ zu sich genommen hat. Durch die synchron auftretende legendäre Lichtempfindlichkeit kann es dazu kommen, dass Nase und Finger der Erkrankten unter dem Einfluss von Sonnenlicht verkrüppeln. Der im Volksaberglauben gegen Vampirismus empfohlene Knoblauch wirkt sich bei Porphyrie-Kranken als Gift aus, weil das im Knoblauch enthaltene Dialkylsulfid die Symptome verschlimmert. Die durch Vererbung auftretende Form der Porphyrie sei in britischen und deutschen Königshäusern besonders häufig aufgetreten. So sollen George III. und seine Nachkommen daran gelitten haben. Heutzutage wird nicht heilbar Erkrankten durch Blutfarbstoffinjektionen Linderung verschafft. Da dies in der Vergangenheit nicht möglich war, vermutet Dolphin, dass die Kranken damals in großen Mengen Blut getrunken haben, um ihr Leid zu verringern, was ihnen den Ruf, Vampire zu sein, eingebracht haben könnte. Die Leidensgeschichte des Königs von Großbritannien und Irland George III. veranlassten die Wissenschaftler Martin J. Warren und David M. Hunt zu Exhumierungen und posthumen DNS-Analysen bei zwei Nachfahren des Königs. Dabei wurden auf Porphyrie hindeutende Mutationen nachgewiesen. Bei einem 1972 verstorbenen Nachkommen von George III. wurde Porphyrie noch zu Lebzeiten festgestellt.
Eine andere These stellte der Gerichtsmediziner an der Universität Wien, Christian Reiter, auf. Er fand im Wiener Hofkammerarchiv Protokolle über eine rätselhafte Epidemie, die zwischen 1720 und 1725 an der Grenze zu Serbien grassierte. Die Erkrankten erwähnten im Fieber-Delirium, dass ihnen die Lebenskraft von Toten geraubt würde. Daraufhin machte die serbische Bevölkerung Vampire für das Übel verantwortlich und um sich der vermeintlich Untoten zu entledigen, exhumierte, pfählte, köpfte und verbrannte man sie. Die bei den Exhumierten beobachteten und als Beweise für Vampirismus interpretierte Phänomene, wie verzögerte Verwesung, leises Schmatzen und Blutreste rund um Nase und Mund, sind heute wissenschaftlich erklärbar und auf Luftabschluss und auf bei Faulprozessen auftretende Phänomene zurückzuführen. Ursache der Epidemie war vermutlich der Milzbranderreger.

## Vampire in den Medien

### Werke der Literatur

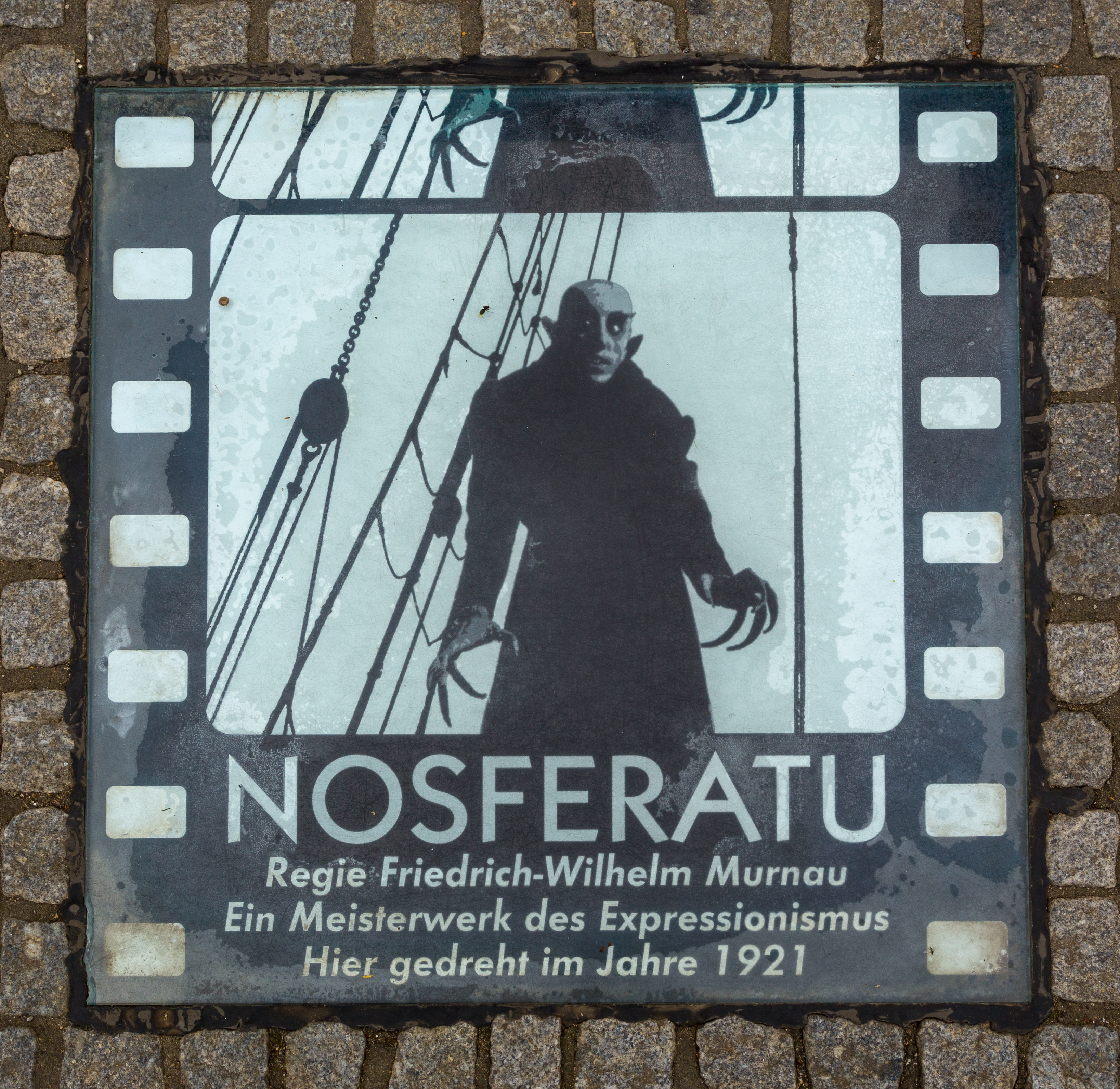
Nosferatu – Eine Symphonie des Grauens zählt zu den bekanntesten Vampirfilmen

Berühmt wurde der Vampir erst durch seine romantisierte Darstellung in der Literatur. Der erste Vampirroman Dracula von Abraham „Bram“ Stoker (1897), aber auch die früheren Erzählungen Carmilla von Joseph Sheridan Le Fanu (1872) und John Polidoris The Vampyre (1819), legten hierzu den Grundstein und gaben dem gefährlichen Monster Sehnsüchte und Seele. Der Name von Stokers Vampir, Dracula, wurde zum Inbegriff des Urvampirs. Namensgeber, wenn auch nur bedingt historisches Vorbild für Stokers Dracula war der rumänische Fürst Vlad III. Drăculea, auch „Vlad Țepeș“ (Vlad, der Pfähler) genannt, denn in der rumänischen Überlieferung wird der Fürst niemals als Blutsauger oder Untoter geschildert, jedoch soll er angeblich vereinzelt das in Schalen gesammelte Blut getöteter Feinde getrunken haben. In der modernen Literatur wird das Thema in der Chronik der Vampire von Anne Rice und Stephenie Meyers Bis(s) zum Morgengrauen oder in Angela Sommer-Bodenburgs Kinderbuchreihe Der kleine Vampir verarbeitet.

### Bühnenwerke
Polidoris The Vampyre wurde von James Planché 1820 für die Bühne bearbeitet; 1822 erschien – ebenfalls nach Polidori – das deutsche Schauspiel Der Vampyr oder die Todten-Braut von Heinrich Ludwig Ritter.
Auf den genannten Dramatisierungen von Planché und Ritter beruht die Oper Der Vampyr von Heinrich Marschner nach einem Libretto von Wilhelm August Wohlbrück, die 1828 in Leipzig uraufgeführt wurde und im 19. Jahrhundert europaweit Erfolge feierte. In ihrer in Teilen grandiosen Düsternis soll das Werk Einfluss auf Richard Wagners Oper Der Fliegende Holländer gehabt haben.
Am 25. Mai 1857 wurde der Vampirstoff im Musiktheater das „Komische Zauberballet Morgano“ aufgegriffen, das von dem Berliner königlichen Ballettdirektor Paul Taglioni entworfen und von dem Hofkomponisten Peter Ludwig Hertel vertont wurde. Die Handlung spielt in Ungarn zu Zeiten des Dreißigjährigen Krieges in einem von Vampiren bewohnten Zauberschloss.
1995 wurde in Prag das Musical „Dracula“ uraufgeführt. In der Handlung wird das Leben Vlad Tepes mit Stokers gleichnamigem Vampiroman verknüpft.
1997 erschien eine Musicalfassung von Roman Polańskis Filmklassiker Tanz der Vampire. Die Musik lieferte Jim Steinmann.
1999 wurde das Vampirmusical „Dracula… bis das Blut in den Adern gefriert“ von Sina Selensky uraufgeführt. Das Werk bietet eine Mixtur aus Stokers Romanvorlage und der Rocky Horror Picture Show.
Am New Yorker Broadway wurden drei Vampirmusicals gezeigt: Dance of the Vampires, Dracula the Musical und Lestat. Jedoch war keines dieser Musicals erfolgreich. 2003 war „Dance of the Vampires“ einen Monat am Broadway zu sehen. „Dracula the Musical“ wurde 2005 fünf Monate lang gezeigt und „Lestat“ wurde 2006 nach zwei Monaten wieder abgesetzt.

### Film und Fernsehen
siehe Hauptartikel: Vampirfilm, Liste von Vampirfilmen und -serien und Draculaverfilmungen

#### Spielfilme
1912 erschien der erste lange Vampirspielfilm Vampyrdanserinden von August Blom in Dänemark. Seit Friedrich Murnaus Film Nosferatu sind zahlreiche weitere filmische und literarische Werke zum Themenkomplex Vampir entstanden, u. a. Dracula (Tod Browning, 1931), Vampyr – Der Traum des Allan Grey (Carl Theodor Dreyer, 1932), Plan 9 from Outer Space (Edward D. Wood, jr., 1959), Nosferatu – Phantom der Nacht (Werner Herzog, 1979), Wes Craven präsentiert Dracula, Blade, Van Helsing, Underworld, Königin der Verdammten, Interview mit einem Vampir, 30 Days of Night
Die Vampirprinzessin ist ein österreichischer Dokumentarfilm aus dem Jahr 2007. So finster die Nacht ist ein schwedischer Film, der im Jahr 2008 nach der gleichnamigen Romanvorlage von John Ajvide Lindqvist gedreht wurde.

#### Vampirkomödien
Eine der frühen Horrorkomödien, bei denen Vampire im Zentrum standen, war Tanz der Vampire, 1967 von Roman Polański. Es gibt jedoch eine ganze Reihe von Vampirfilmen, die sich dem Thema mit schwarzem Humor oder als Parodie nähern, dazu zählen unter anderem: Die rabenschwarze Nacht – Fright Night, Einmal beißen bitte, Dracula – Tot aber glücklich, From Dusk Till Dawn, Buffy – Der Vampir-Killer, Bloody Marie – Eine Frau mit Biß, Dark Shadows, Beilight – Bis(s) zum Abendbrot, Therapie für einen Vampir, 5 Zimmer Küche Sarg.

#### Vampirserien
Vampire sind in folgenden Fernsehserien vertreten: Dark Shadows, Nick Knight – Der Vampircop, Buffy – Im Bann der Dämonen, Angel – Jäger der Finsternis, Blood Ties, Moonlight, Being Human (UK & US), The Strain und True Blood, sowie die Romanverfilmungen von Stephenie Meyers Twilight – Bis(s) zum Morgengrauen und Bram Stokers Dracula.
Im Jahr 2010 erschien die Vampirserie The Vampire Diaries auf Grundlage der Buchreihe von Lisa Jane Smith, deren erster Band im Jahr 1991 erschien.
Animeserien, die sich mit Vampiren befassen sind separat auf Liste von Vampirfilmen und -serien gelistet.

### Vampire in Videospielen
Vampire sind Bestandteil zahlreicher Videospiele der verschiedensten Art. In Lizenz-Spielen, die auf berühmten Vampirfilmen aufbauen, treten Vampire als Einheiten einer Armee (beispielsweise in der Heroes-of-Might-and-Magic-Reihe), steuerbare Protagonisten (Legacy of Kain, Vampire: The Masquerade – Redemption & Bloodlines) oder Antagonisten (Castlevania) auf.

### Vampire in anderen Medien
In mehreren Rollenspielen sind Vampire als Antagonisten oder Monster behandelt. Einige Rollenspiele behandeln das Vampire-Thema jedoch als zentralen Teil des Spiels, wie z. B. in den Lizenzprodukten der Fernsehserien Buffy – Im Bann der Dämonen und Angel – Jäger der Finsternis oder in den umgangssprachlich schlicht als „Vampire“ bezeichneten Rollenspielen Vampire: Die Maskerade bzw. Vampire: Requiem. In Vampire: Die Maskerade wird Kain als Vater der Vampire beschrieben, das von Gott auferlegte Kainsmal ist dabei der Vampirismus. Im Musikvideo zu dem Song Dead or Alive der schwedischen Rockband Thundermother, das im November 2024 erschien, verwandelt sich die Sängerin Linnea Vikström Egg, die in einem weißen Sarg liegt, nach Verabreichung einiger Blutstropfen, die in ihren Mund rinnen, in einen Vampir und bekommt einen Holzpflock in die blutspritzende Brust getrieben.

### Halbvampire
Die moderne Horror- und Fantasyliteratur kennt neben dem klassischen Vampir auch die fiktive Figur des Halbvampirs oder Halbvampyrs. Diese Gestalt wird in der Literatur und im Film hauptsächlich für den Kampf um „Gut und Böse“ eingesetzt. Als Zwitterwesen zwischen Mensch und Vampir tritt der Halbvampir dort meist auf Seite der Menschen an und füllt die Rolle eines Vampirjägers aus (→ Dhampir).

## Zugeschriebene Eigenschaften
Vampire im Aberglauben des Balkans vereinigen die Eigenschaften nicht-verwesender Untoten und der blutsaugender Dämonen, wie sie in vielen Kulturen verbreitet sind (vgl. Wiedergänger und Jiang Shi bzw. Striges und Aswang). Das Pfählen, Enthaupten und/oder Verbrennen des Leichnams zählen zum Teil seit der Antike zur Verhinderung der Rückkehr der Toten. Weitere Details über Vampire sind wenig verbreitet, etwa dem Vampir-Opfer Silbermünzen in den Mund zu stopfen, um seine Verwandlung in einen Untoten zu verhindern. In einigen Regionen legten die Menschen Gegenstände in die Särge der Toten, um zu verhindern, dass diese Toten wieder aus ihren Gräbern stiegen. Dies sollte bewerkstelligt werden, indem sie mit diesen in ihrem Grab befindlichen Gegenständen die Zeit verbringen, so z. B. durch Zählen von Senfkörnern. Beispiele für die unterschiedlichen Mythen kann man bei der Durchsicht des 1733 verfassten Werkes Vernünftige und Christliche Gedancken über die Vampirs von Johann Christoph Harenberg machen, das einschlägige Schilderungen aus dieser Zeit enthält, unter anderem einen oft zitierten Bericht des Militärarztes Johann Flückinger.
Das heute verbreitete Vampirbild wurde darüber hinaus von westeuropäischen Autoren angereichert, die dabei auf real geglaubte oder fiktive Eigenschaften der Vampire zurückgriffen. Den größten Einfluss hatte dabei Stokers Dracula, der Emily Gerards Beschreibung des Nosferatu als Vorlage nutzte, die Grundlagen für die Eigenschaften des modernen Vampirbildes geschaffen.

Stokers Vampire sind untote Geschöpfe in Menschengestalt, die in ihren Grabstätten hausen und tagsüber in ihrem Sarg schlafen. Sie zeichnen sich durch ihr bleiches Äußeres aus und ernähren sich ausschließlich von Blut, wofür sie spitze Eckzähne, die als Beißwerkzeuge genutzt werden, besitzen. Mit diesen fügen Vampire ihren Opfern, welche vornehmlich menschlich sind, eine Bisswunde zu, welche sich zumeist in der Halsgegend an der Schlagader befinden soll. Anschließend trinken sie vom Blut ihrer Opfer, um ihren Blutdurst zu stillen. Sie können sich in Fledermäuse, Wölfe, Nebel und Staub verwandeln und Wände hochgehen. Sie haben weder einen Schatten noch ein Spiegelbild. 

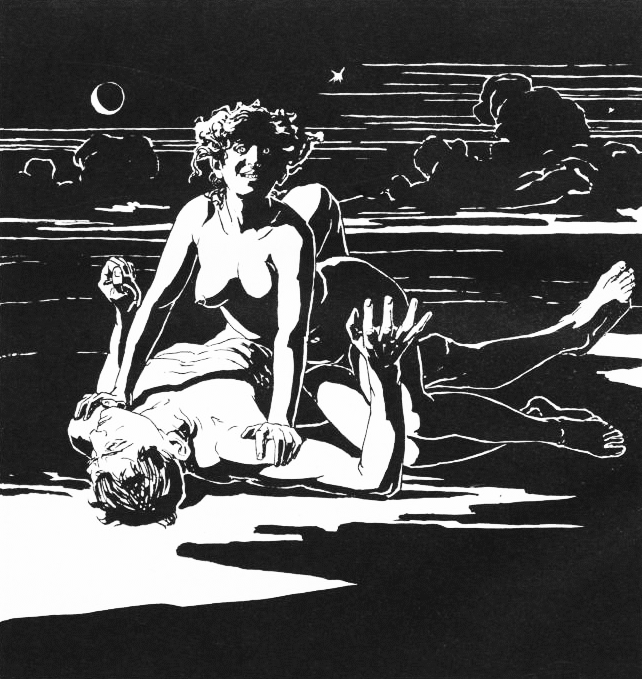
Ernst Stöhrs Vampir (1899) scheint die Attribute Körperkraft, Sexualtrieb und Anziehungskraft zu vereinen.

Als wesentliches Merkmal wird dem Vampir der Romane Unsterblichkeit zugeschrieben, die – kombiniert mit seiner in der Regel übermenschlichen Körperkraft und dem Bluthunger – einen großen Teil des Schreckens des Vampirmythos ausmacht.
Auch können Vampire ein bewohntes Gebäude nur dann erstmals betreten, wenn ein Bewohner sie dazu aufgefordert hat. Am wiederholten Betreten des Gebäudes kann er dann nicht mehr gehindert werden. Auch können sie fließendes Wasser nur bei einer Gezeitenwende überqueren.
Friedrich Wilhelm Murnau führte in seinem Film Nosferatu die Vernichtung des Vampirs durch Sonnenlicht ein.

## Vampir-Lebensstil
Unter dem Begriff Real Vampires oder Moderne Vampire sind Menschen aller Altersschichten zusammengefasst, die dem (vermuteten) Lebensstil eines Vampires huldigen – zumeist in puncto Kleidung, Auftreten, falsche Zähne etc. – allerdings auch mit Extremen wie dem Trinken von Blut. Die Szene sollte nicht mit dem theistischen Satanismus verwechselt werden, obgleich sich auch Überschneidungen finden. Sehr häufig werden die Anhänger dieser Szene auch mit den Goths gleichgesetzt, da der „Vampirkult“, wie er in der Szene genannt wird, auch in der Gothic-Szene vorzufinden ist. Dennoch ist der Real-Vampire-Kult eine eigenständige Kultur, die es seit Jahrzehnten gibt.

### Filmwissenschaftliche Literatur
- Margit Dorn: Vampirfilme und ihre sozialen Funktionen. Ein Beitrag zur Genregeschichte. (= Europäische Hochschulschriften: Reihe 30, Theater-, Film- und Fernsehwissenschaften. Band 60). zugleich Lüneburg, Univ., Diss., 1994, Verlag Peter Lang, 1994, ISBN 3-631-47774-0.
- Jelka Göbel: Neues Jahrtausend, neuer Vampirfilm? Kontinuität und Wandel eines Genres. Tectum Verlag, 2012, ISBN 978-3-8288-2946-6.
- Uli Jung: Dracula. Filmanalytische Studien zur Funktionalisierung eines Motivs der viktorianischen Populärliteratur. (= Filmgeschichte international. Band 4). zugleich Trier, Univ., Diss., 1997, Wissenschaftlicher Verlag Trier, 1997, ISBN 3-88476-259-1.
- Stefan Keppler, Michael Will (Hrsg.): Der Vampirfilm. Klassiker des Genres in Einzelinterpretationen. Würzburg 2006, ISBN 978-3-8260-3157-1.

### Historische Werke
(sortiert nach Datum)
- W. S. G. E.: Acten-mäßige und Umständliche Relation von denen Vampiren oder Menschen-Saugern, Welche sich in diesem und vorigen Jahren, im Königreich Servien herfürgethan. August Martini, Leipzig 1732 (Digitalisierung, Wikisource).
- W. S. G. E.: Curieuse Und sehr wunderbare RELATION, von denen sich neuer Dingen in Servien erzeigenden Blut-Saugern oder VAMPYRS, aus authentischen Nachrichten mitgetheilet, und mit Historischen und Philosophischen Reflexionen begleitet von W. S. G. E. [S.l.] 1732 (Digitalisierung, Wikisource).
- Gottlob Heinrich Vogt: Kurtzes Bedencken Von denen Acten-maeßigen Relationen Wegen derer Vampiren, Oder Menschen- Und Vieh-Aussaugern. August Martini, Leipzig 1732 (Digitalisierung, Wikisource; eine Widerrede auf das Werk von W. S. G. E., Welt-Geiste genannt)
- Johann Christoph Harenberg: Vernünftige und Christliche Gedancken über die Vampirs Oder Bluhtsaugende Todten, Wolfenbüttel 1733 (Digitalisierung, Wikisource).
- Michael Ranft: Tractat von dem Kauen und Schmatzen der Todten in Gräbern, Worin die wahre Beschaffenheit derer Hungarischen Vampyrs und Blut-Sauger gezeigt, Auch alle von dieser Materie bißher zum Vorschein gekommene Schrifften recensiret werden. Teubners Buchladen, 1734 (Digitalisierung, Wikisource; überarbeitete Neuausgabe: UBooks-Verlag, 2006, ISBN 3-86608-015-8)
- Augustin Calmet: Dissertations sur les apparitions des anges, des démons et des esprits. Et sur les revenans et vampires de Hongrie, de Boheme, de Moravie et de Silerie. 1746; dt. Gelehrte Verhandlung der Materie von den Erscheinungen der Geister, und der Vampire in Ungarn und Mähren. 1749 (Webrepro, Digitalisat; überarbeitete Neuausgabe: Edition Roter Drache, 2007, ISBN 978-3-939459-03-3)

### Kompilationen historischer Texte
- Klaus Hamberger: Mortuus non mordet. Dokumente zum Vampirismus 1689–1791. Wien 1992, ISBN 978-3-85132-025-1.
- Klaus Hamberger: Über Vampirismus: Krankengeschichten und Deutungsmuster 1808–1899. Wien 1992, ISBN 978-3-85132-026-8.
- Dieter Sturm, Klaus Völker (Hrsg.): Von denen Vampiren oder Menschensaugern. Dichtungen und Dokumente. Hanser, München 1968.